# Улица Александра Поля

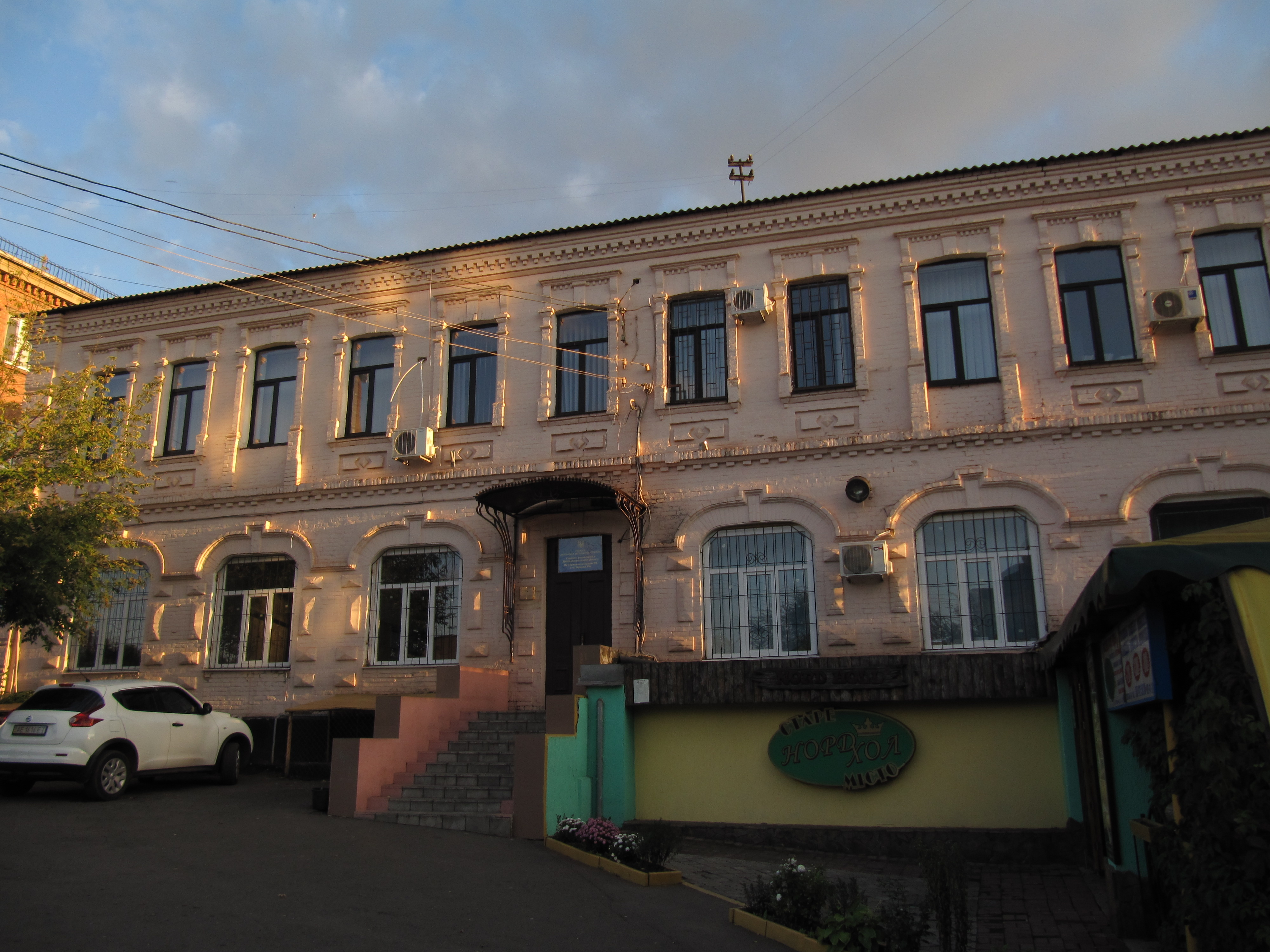
Дом, в котором заседал Совет рабочих, крестьянских и солдатских депутатов 1917—1918 и 1919 годах

Улица Александра Поля (укр. Вулиця Олександра Поля) — улица в Центрально-Городском районе города Кривой Рог.
Расположена на территории исторического центра Кривого Рога.

## История
Одна из старейших улиц Кривого Рога — заложена в 1880-х годах. Историческое дореволюционное название — Базарная улица. С 1919 года называлась Октябрьская улица. Нынешнее название получила в 2016 году в честь Александра Поля, тесно связанного с Кривым Рогом.

## Характеристика
Двухсторонняя однополосная асфальтированная улица, ранее мостовая. Общая длина улицы составляет 800 метров, ширина — 12 метров. Площадь 9600 м². Имеет 18 домов. Начинается от Почтового проспекта и простирается до Новороссийской улицы.
На улице располагается бывший дом Совета рабочих, крестьянских и солдатских депутатов.